# Caius Popillius Laenas
Pour les articles homonymes, voir Popillius Laenas.
Caius Popilius Laenas est un homme politique romain. Il exerça deux fois le consulat en 172 et en 158 av. J.-C. Il se distingue comme ambassadeur auprès d'Antiochos IV.

## Famille
Il est membre de la gens des Popilii Lænates, fils d'un Publius Popilius Lænas, petit-fils d'un Publius Popilius Lænas, soit : C. Popilius Lænas P.f. P.n. Il est vraisemblablement le frère de Marcus Popilius Lænas, consul en 173 av. J.-C., et le père de Publius Popilius Lænas, consul en 132 av. J.-C..

## Biographie
En 172 av. J.-C., il devient consul et s'oppose à la motion du Sénat romain qui reproche à son frère Marcus Popilius Lænas, consul en 173 av. J.-C., d'avoir exercé une répression excessive contre la tribu ligure des Statellates. Par cette motion, le Sénat l'oblige à leur restituer leurs biens. Caius, à force d'opposition, parvient à faire abandonner cette motion. Mécontent, le Sénat l'envoie exercer son proconsulat en Ligurie.
En 170 av. J.-C., Caius Popilius sert en tant que légat durant la troisième guerre macédonienne et parvient à empêcher les Macédoniens de s'emparer de la cité étolienne de Stratos. Il est ensuite envoyé par le consul Hostilius Mancinus auprès de différentes cités grecques afin de rallier le plus de soutiens possible en faveur de Rome dans sa guerre contre le roi Persée. Il est plus tard nommé gouverneur d'Ambracie, jusqu'en 169.
En 168 av. J.-C., pendant le conflit entre Rome et la Macédoine, il est envoyé comme ambassadeur avec Caius Decimius et Caius Hostilius pour éviter une guerre entre Antiochos IV, roi séleucide qui veut envahir Alexandrie, et le roi d'Égypte Ptolémée VI,. Passant par Rhodes, il impose aux habitants de sévir contre ceux d'entre eux qui ont aidé Persée dans sa guerre contre les Romains.
L'ambassade romaine rencontre Antiochos près d'Alexandrie. Pour hâter une négociation difficile, Popilius trace le fameux « cercle de Popilius » : avec un bâton, il entoure d'un cercle le roi Antiochos lui interdisant d'en sortir tant qu'il n'aurait pas donné sa réponse à l'injonction romaine. Ébahi, Antiochos accepte de renoncer à sa conquête de l'Égypte,,. À son retour, passant par Chypre, Popilius intime à la flotte syrienne de cesser ses attaques contre les positions égyptiennes et de retourner en Syrie. Les Séleucides se retirent finalement d'Égypte et concluent une paix durable avec les Ptolémées.
Cette attitude impérieuse de la diplomatie romaine et ses effets témoignent de la puissance que Rome peut afficher au début du IIe siècle av. J.-C. Les paroles de Popilius font grande impression et ont des échos dans la culture romaine : Cicéron les évoque dans sa huitième Philippique et Valère Maxime les met au nombre des paroles mémorables des Romains. Plus tard, au XVIIIe siècle, l’épisode est repris dans l’ouvrage éducatif De viris illustribus, rédigé par l'abbé Lhomond.